# Civil War and Underground Railroad Museum of Philadelphia
Le Civil War and Underground Railroad Museum of Philadelphia (musée de la Guerre de Sécession et du chemin de fer clandestin de Philadelphie) est un musée de Philadelphie, autrefois connu sous le nom de Civil War Library and Museum (bibliothèque et musée de la Guerre de Sécession). Il a été créé en 1888 par des officiers vétérans de l'Armée de l'Union, de la Navy et des United States Marine Corps. Il se considère comme le plus ancien musée du pays exclusivement consacré à la guerre civile. 